# Rayo Vallecano de Madrid (femminile)
Il Rayo Vallecano de Madrid, indicato comunemente come Rayo Vallecano Femenino e spesso detto anche solo Rayo ("folgore" in spagnolo), è una squadra di calcio femminile spagnola, sezione femminile dell'omonimo club con sede nella città di Madrid. Il secondo termine si riferisce al quartiere della città in cui ha sede, Vallecas. Fondata nel 2000, dalla stagione 2003-2004 milita ininterrottamente in Superliga e nella successiva Primera División, entrambe massimo livello del campionato spagnolo femminile di calcio, della quale ha vinto tre edizioni consecutivamente. Assieme all'Atletico Madrid e al Madrid CFF è una delle tre squadre della capitale a militare nella Primera División.

## Storia
Il club venne fondato nel 2000 e nel 2003, vincendo gli spareggi, venne promosso in Superliga. Nella Superliga 2007-2008 concluse il campionato al primo posto a pari punti con il Levante, ma venne sopravanzato perché in svantaggio negli scontri diretti. Nello stesso anno vinse la Copa de la Reina, battendo in finale per 3-2 proprio il Levante. Nelle tre stagioni successive (2008-2009, 2009-2010 e 2010-2011) il Rayo Vallecano trionfo nella Superliga. Nella stagione 2008-2009 ebbe la meglio sulle rivali del Levante distanziandole di cinque punti. Nelle due stagioni successive, con il formato del campionato modificato, il Rayo Vallecano arrivò a disputare la finale del campionato, affrontando e sconfiggendo in entrambe le edizioni l'Espanyol. Con la conquista di tre campionati consecutivi il Rayo Vallecano divenne la seconda squadra ad avere il trofeo della Liga di proprietà. Grazie a questi successi il Rayo Vallecano guadagnò l'accesso alla UEFA Women's Champions League per tre edizioni consecutive. Nell'edizione 2009-2010 venne subito eliminato ai sedicesimi di finale dalle russe del Rossijanka, mentre nelle due edizioni successive (2010-2011 e 2011-2012) raggiunse gli ottavi di finale dove venne eliminato dalle inglesi dell'Arsenal.

## Palmarès

### Competizioni nazionali
- Campionato spagnolo: 3

2008-2009, 2009-2010, 2010-2011
- Coppa della Regina: 1

2008

### Competizioni internazionali
- Pyrénées International Women's Cup: 1

2009

### Altri piazzamenti
- Campionato spagnolo:

Secondo posto: 2007-2008

## Statistiche

### Risultati nelle competizioni UEFA
| Stagione | Competizione     | Fase                     | Avversario      | Risultato | Risultato | Risultato |
| Stagione | Competizione     | Fase                     | Avversario      | andata    | ritorno   | aggregato |
| -------- | ---------------- | ------------------------ | --------------- | --------- | --------- | --------- |
| 2009-10  | Champions League | sedicesimi di finale     | Rossijanka      | 1-3       | 1-2       | 2-5       |
| 2010-11  | Champions League | sedicesimi di finale     | Valur           | 3-0       | 1-1       | 4-1       |
| 2010-11  | Champions League | ottavi di finale         | Arsenal         | 2-0       | 1-4       | 3-4       |
| 2011-12  | Champions League | girone di qualificazione | Peamount United | 1-0       | 1-0       | 1-0       |
| 2011-12  | Champions League | girone di qualificazione | Pärnu           | 4-1       | 4-1       | 4-1       |
| 2011-12  | Champions League | girone di qualificazione | Krka            | 7-0       | 7-0       | 7-0       |
| 2011-12  | Champions League | sedicesimi di finale     | PK-35 Vantaa    | 4-1       | 3-0       | 7-1       |
| 2011-12  | Champions League | ottavi di finale         | Arsenal         | 1-1       | 1-5       | 2-6       |

## Organico

### Rosa 2018-2019
Rosa e numeri come da sito della Liga Femenina.
| N. |                      | Ruolo | Calciatrice          |
| -- | -------------------- | ----- | -------------------- |
| 1  | Spagna (bandiera)    | P     | Alicia Gómez         |
| 2  | Spagna (bandiera)    | A     | Inma Martínez        |
| 3  | Cile (bandiera)      | D     | Carla Guerrero       |
| 4  | Spagna (bandiera)    | C     | Pilar García         |
| 5  | Spagna (bandiera)    | D     | Amaia Mendióroz      |
| 6  | Spagna (bandiera)    | A     | Naima García Aguilar |
| 7  | Spagna (bandiera)    | A     | Iris Ponciano        |
| 8  | Spagna (bandiera)    | C     | Emma Marqués         |
| 9  | Spagna (bandiera)    | A     | Ángeles del Álamo    |
| 10 | Spagna (bandiera)    | A     | Sheila García Gómez  |
| 11 | Argentina (bandiera) | A     | Yael Oviedo          |
| 12 | Spagna (bandiera)    | C     | Raquel Candelas      |
| 13 | Spagna (bandiera)    | P     | Ana Valles Camisella |
| 14 | Spagna (bandiera)    | C     | Cristina Auñón       |
| 15 | Venezuela (bandiera) | A     | Oriana Altuve        |

| N. |                        | Ruolo | Calciatrice        |
| -- | ---------------------- | ----- | ------------------ |
| 16 | Spagna (bandiera)      | D     | Jennifer Santiago  |
| 17 | Spagna (bandiera)      | C     | Laura Codonal      |
| 18 | Cile (bandiera)        | D     | Camila Sáez        |
| 19 | Serbia (bandiera)      | C     | Jelena Čubrilo     |
| 20 | Azerbaigian (bandiera) | D     | Marta Perarnau     |
| 21 | Spagna (bandiera)      | D     | Raquel Carreño     |
| 22 | Spagna (bandiera)      | D     | Paula Andújar      |
| 23 | Spagna (bandiera)      | C     | Eva Alonso         |
| 24 | Spagna (bandiera)      | D     | Laura Teruel       |
| 25 | Spagna (bandiera)      | P     | Lucía Márquez      |
| 27 | Spagna (bandiera)      | C     | Eva Masdeu         |
| 30 | Spagna (bandiera)      | C     | Silvia Pérez Durán |
| 31 | Spagna (bandiera)      | D     | Paula Úbeda        |
| 33 | Spagna (bandiera)      | C     | Julia Muñoz        |